# آواز اورتن
آواز اُوِرتُن (به انگلیسی: Overtone singing، overtone chanting) یا آواز هارمونیک (به انگلیسی: harmonic singing) یا آواز چندصدایی اُوِرتُن (به انگلیسی: polyphonic overtone singing) یا آواز دوصدایی (به انگلیسی: diphonic singing) مجموعه‌ای از تکنیک‌های آواز است که در آن خواننده رزونانس‌های مجرای صوتی را دستکاری می‌کند تا حس نت‌های جداگانه‌ای فراتر از فرکانس اصلی که تولید می‌شود را برانگیزد.
از یک زیر و بمی بنیادی، که توسط صدای انسان ایجاد می شود، می‌توان اُوِرتُن‌های هارمونیک متعلق به آن را به طور انتخابی با تغییر مجرای صوتی تقویت کرد: ابعاد و شکل حفره‌های تشدیدکنندۀ دهان و حلق. این کوک رزونانسی به خوانندگان اجازه می‌دهد تا بیش از یک زیر و بمی را به طور همزمان ایجاد کنند (تن اصلی و یک یا چند اُوِرتُن انتخابی) و این معمولاً یک فرکانس اصلی را از تارهای آوازی خوانندگان ایجاد می‌کند.
آواز اُوِرتُن را نباید با آواز حلقی اشتباه گرفت، اگرچه بسیاری از تکنیک‌های آواز حلقی آواز اُوِرتُن را نیز شامل می‌شود. آواز اُوِرتُن شامل دستکاری‌های دقیق مجرای صوتی است و آواز حلقی بیشتر به منبع صدا مربوط می‌شود.